# Taubenturm Château de Kerjean

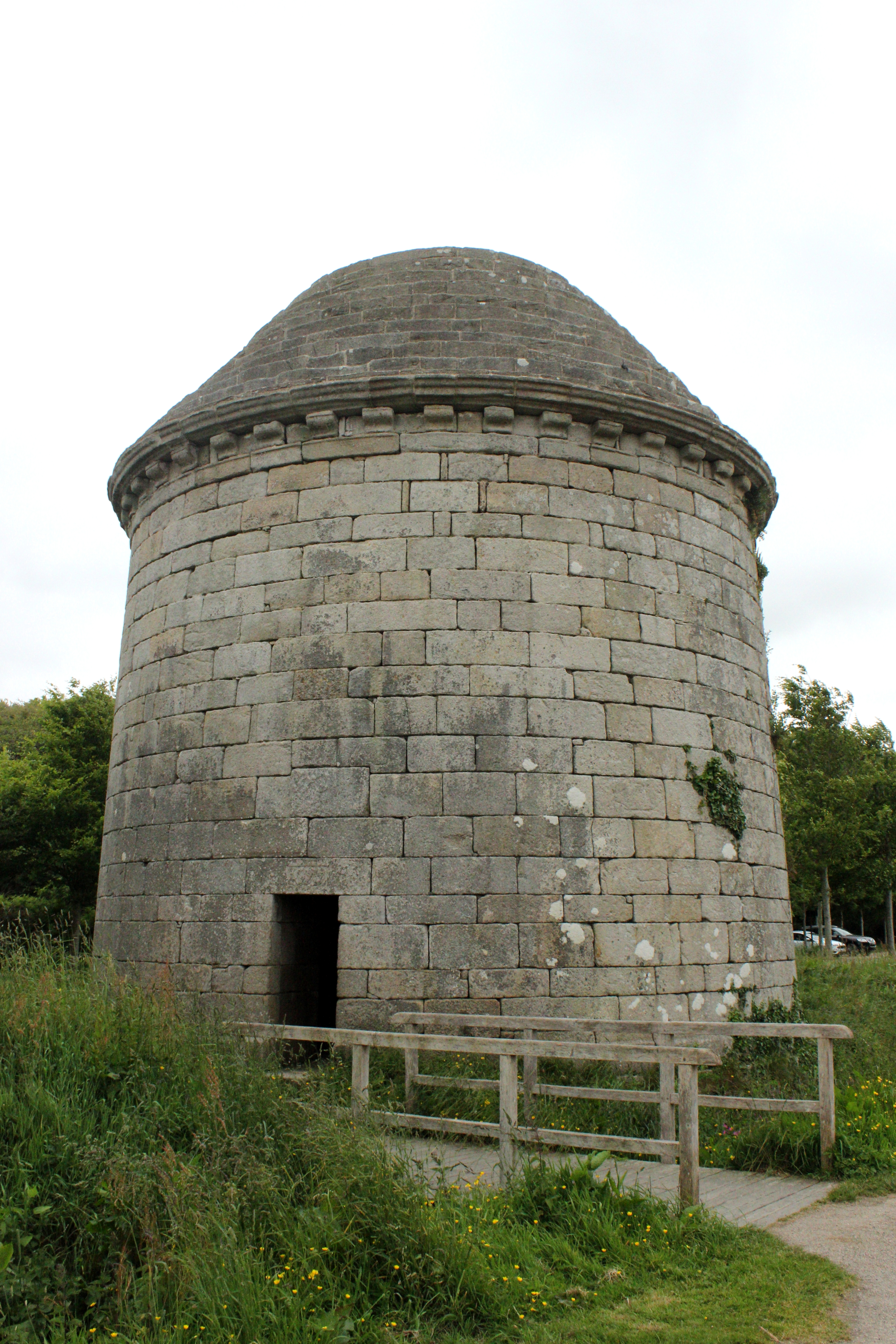
Taubenturm in Saint-Vougay

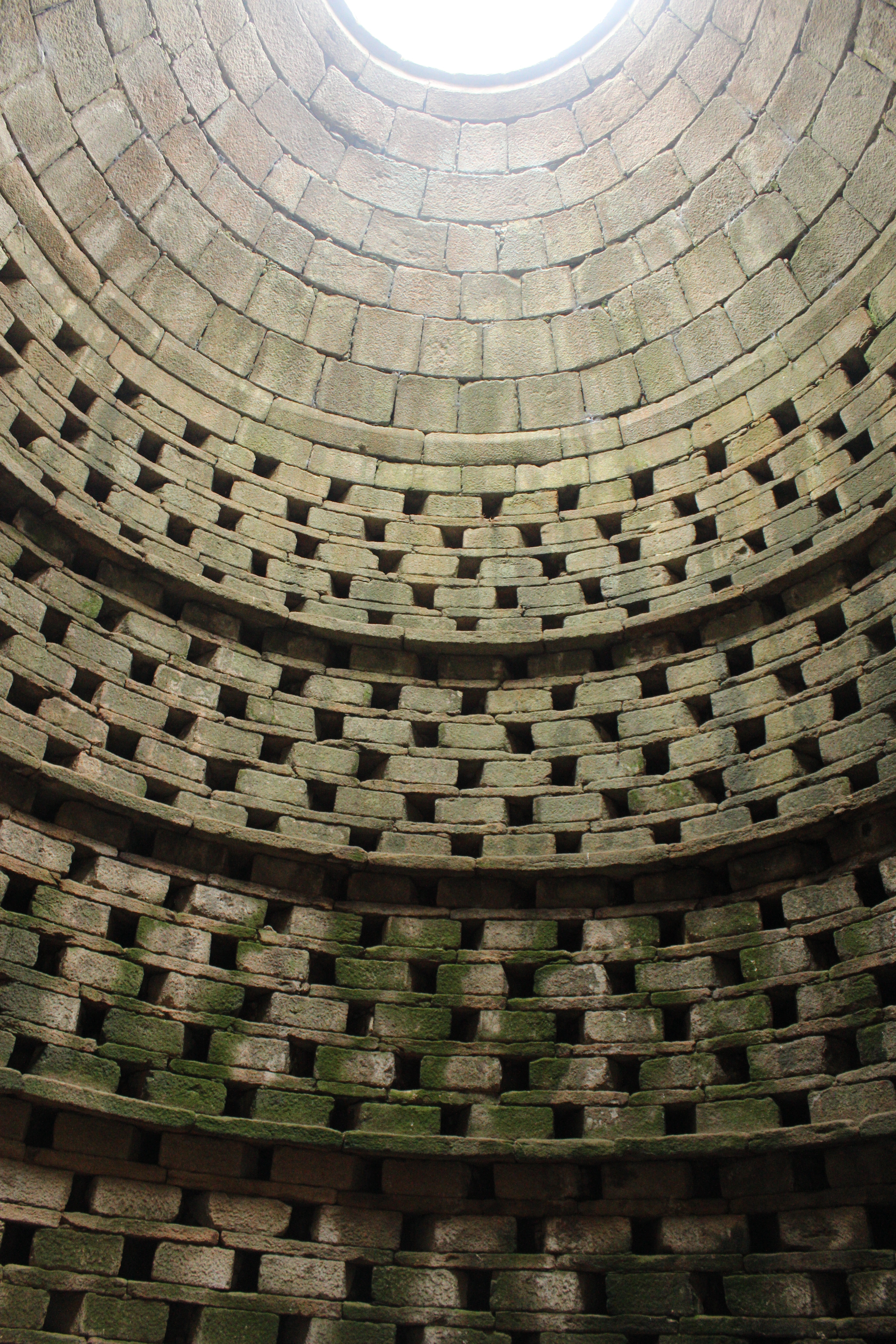
Innenansicht mit Taubennestern

Der Taubenturm (französisch colombier oder pigeonnier) des Château de Kerjean in Saint-Vougay, einer französischen Gemeinde im Département Finistère in der Region Bretagne, wurde laut der Inschrift im Türsturz im Jahr 1599 errichtet. Der Taubenturm steht als Teil der Schlossanlage seit 1911 als Monument historique auf der Liste der Baudenkmäler in Frankreich.
Der runde Turm aus Haustein, der einen Durchmesser von neun Meter hat, wird von einem Steindach bedeckt. Er verfügt über insgesamt 984 Taubennischen.